# Суренянц, Вардгес Акопович
Вардгес Акопович Суренянц (з.-арм. Վարդգէս Սուրէնեանց; 27 февраля (10.03) 1860, Ахалцихе, — 6 апреля 1921, Ялта) — армянский живописец, график, театральный художник и теоретик искусства. Старший из группы крупных представителей армянского искусства конца XIX начала XX веков.

## Биография

### Детство
Родился в 1860 году в Ахалцихе в семье священника — учителя истории религии. В 1868 году вместе с семьёй переехал в Симферополь. Сделал серию зарисовок Бахчисарайского дворца. В 1872 году его отца назначают пресвитером Московской Армянской епархии и семья переезжает в Москву.

### Учёба

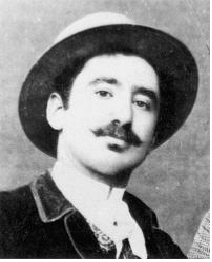
Художник ранее 1921 года

В 1870—1875 годах учился в гимназии Московского Лазаревского института, в 1875—1878 годах — в отделении архитектуры Московского училища живописи, ваяния и зодчества. В 1879 году едет навестить брата в Мюнхен и поступает там на архитектурный факультет Мюнхенской академии художеств, в 1880—1885 годах учится и оканчивает факультет живописи той же Академии у Фрица Каульбаха, возможно также у Отто Зейтца.

### Дальнейшая деятельность
С 1881 года путешествует по Италии: Рим, Флоренция, Милан, Венеция. В Венеции художник посетил армянский монашеский орден Мхитаристов на острове Св. Лазаря; изучил искусство армянской средневековой книжной живописи, создал портреты А. Багратуни, Микаэла Чамчяна, Е. Товмачяна. В результате путешествия родилась его первая теоретическая статья об армянской архитектуре, опубликованная в журнале «Мегу Айастани» («Пчела Армении») в 1883 году. В 1885—1887 годах в составе экспедиции В. А. Жуковского Суренянц путешествует по Ирану, где им было написано много этюдов и композиций («Фасад персидского дома в Джуге» и др.). В 1890—1891 годах преподавал художество и общую историю искусства в Эчмиадзинской семинарии Геворгян, где копировал фрески Эчмиадзинского кафедрального собора и армянскую миниатюру. В 1892 году посетил Ани, Севан и другие места, ознакомился с историческими памятниками, изучал армянские рукописи в Эчмиадзинском книгохранилище.

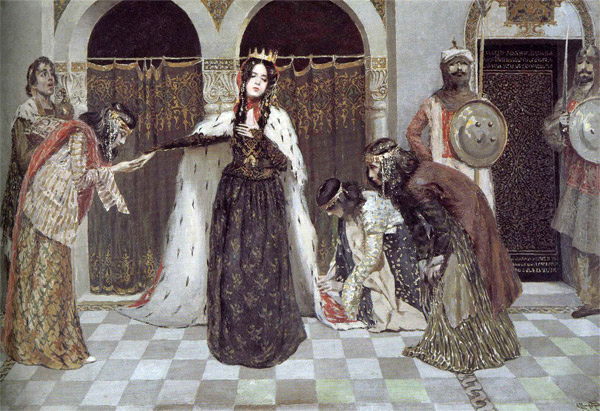
«Возвращение царицы Забел на трон», 1909 год

С 1892 года Суренянц участвовал в художественной жизни Москвы и Санкт-Петербурга. Был одним из организаторов 1-го собрания российских художников 1894 году, вместе с К. Коровиным и другими иллюстрировал некоторые панно («Дальний Восток») зала собрания. Принимал активное участие 2-го собрания в 1909 году. С 1892 года принимал участие в выставках художественных организации им. Леонардо да Винчи, А. И. Куинджи, художников исторической живописи. 
Происшедшая в 1890-х годах армянская резня в Османской империи вызвала справедливый гнев и возмущение христиан. Трагедия армянского народа нашла художественное отражение в таких произведениях Суренянца, как «Покинутая» (1894) и «Поруганная святыня» (1895).
В 1894 году с картиной «Покинутая» участвовал в 22-й выставке Передвижников. В 1897—1898 годах путешествовал по Франции и Испании, создал множество этюдов. В Испании его в основном интересовала мавританская архитектура.
В 1901 году в Баку была организована его первая персональная выставка. В 1916 году совместно с Е. Тадевосяном, М. Сарьяном, Ф. Терлемезяном и другими в Тифлисе организовал Союз армянских художников. 
1916 году в Петербурге открылась вторая персональная выставка работ Суренянца. 
В 1917 году он переезжает в Ялту, где пишет эскизы армянских церквей.
С 1910 года член организации Передвижников.
Умер 6 апреля 1921 года.

### Творчество

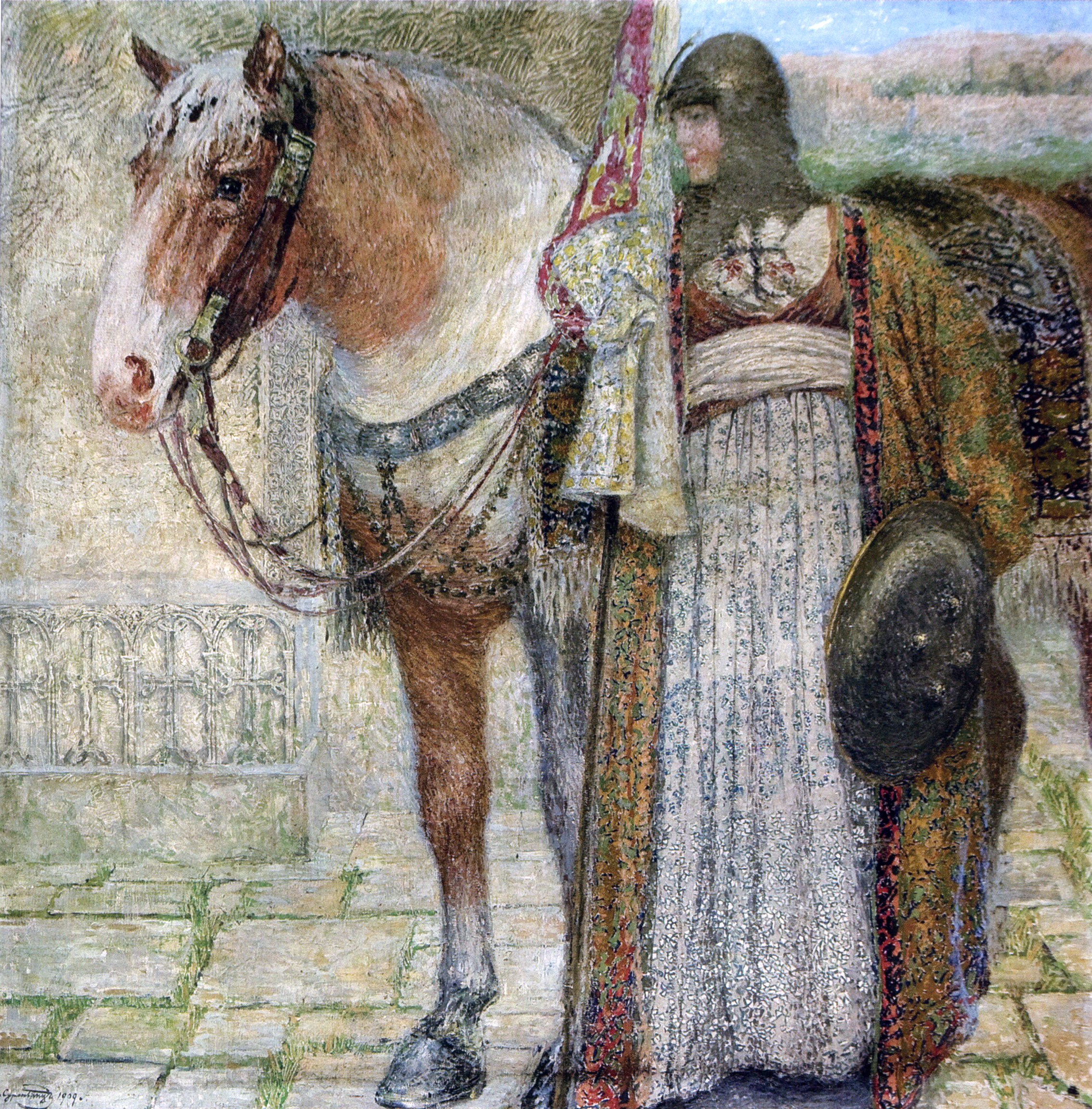
«Женщина-рыцарь» 1909 год

Изучая культуру Востока и Запада, Вардгес Суренянц сумел создать свой неповторимый национальный стиль. В армянской живописи он практически становится основоположником исторического жанра. Многие из лучших произведений художника отражают разные эпизоды истории Армении, иллюстрируют сюжеты из древнеармянской мифологии — «Семирамида у трупа Ара Прекрасного» (1899), «Ани, XI век. Выход женщин из церкви» (1905), «Возвращение царицы Забел на трон» (1909) и другие, в которых автор стремился достичь особой убедительности в воспроизведении окружающей обстановки. Картиной «Покинутая» Суренянц, как считается, впервые ввёл в армянскую живопись последние методы художественного выражения современной ему западной культуры. В этой и дальнейших произведениях («Попранная святыня» (1895), «Церковь св. Рипсиме близ Эчмиадзина» (1897), «Мкртич Хримян» (1906), «Фирдуси читает поэму „Шах-Наме“ шаху Махмуду Газневи» (1913) и т. д.) проявляется стремительный художественный рост автора, формирование его стиля. Некоторые его работы 1890-х годов посвящены резне армян в Турции. Также в произведениях 1900—1910 годов Суренянц обогатил армянскую живопись новыми проявлениями живописи художественных центров времени (Мюнхен, Берлин, Париж, Москва, Санкт-Петербург), не ограничивая национальное искусство сугубо национальными гранями. Картина «Семирамида у трупа Ара Прекрасного» хоть и является воплощением сугубо армянской легенды, тем не менее больше посвящена какой-то объединённой идее жизни, судьбы, мрачных раздумий. На втором плане картины Суренянц изобразил барельеф Гильгамеша, героя эпоса Гильгамеш, в котором также рассматривается идея торжества жизни над смертью, идея воскрешения. Его «Церковь св. Рипсиме близ Эчмиадзина», являясь исторической пейзажной картиной, символизирует трагизм и возвышенный дух армянского народа. Одно из лучших произведений художника — «Саломея» (1907), в 1912 году была показана в Мюнхенской академии художеств, а в 1914 — на Всемирной выставке изобразительного искусства в Венеции.

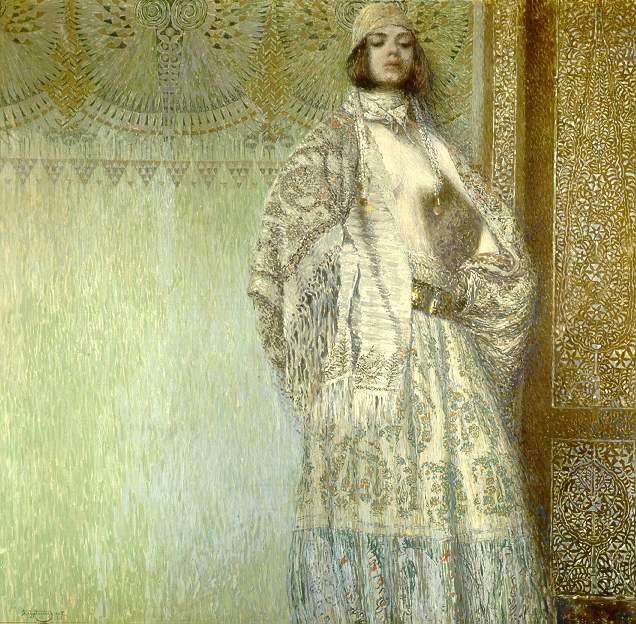
«Саломея», 1907 год

Художнику не удалось завершить роспись армянской церкви в Ялте, в создании которой он принимал участие как архитектор и художник.
Картины Суренянца демонстрировались в Петербурге, Москве, Берлине, Лондоне, Париже, Праге, Тифлисе, Ростове, в Крыму (Симферополь, Ялта, Феодосия).
В Национальной картинной галерее Армении хранится солидная коллекция его работ, полных сострадания к родному народу и беспокойства за его будущее.

### Графика, театрально-декорационное творчество
Ещё со времён учебы в Мюнхенской академии художеств занимался графикой, издавал карикатуры в сатирическом журнале «Fliegende Blätter». Работал в области книжной иллюстрации, среди лучших работ — иллюстрация к «Бахчисарайскому фонтану» А. С. Пушкина (1899), изданная к 100-летию поэта. Высоким художественным уровнем графического искусства времени выполнены его иллюстрации к произведению «День рождения Инфанты» О. Уайльда (1909), армянским народным сказкам (1906—1914), особо примечательны иллюстрации к книге «Армянский поэт Смбат Шахазиз» (1905, Москва), к пьесам М. Метерлинка «Слепые», «Там внутри», «Непрошенная» (все три — 1904), иллюстрации для повести «Хаджи Мурат» Л. Н. Толстого (1912), к произведениям Жоржа Роденбаха (1904), С. Лагерлёф (1910) и другим. Иллюстрации Суренянца к различным публикациям, графические эскизы, живописные полотна насыщены национальным колоритом. Художника особенно увлекала книжная миниатюра армян, достижения и приёмы которой он использовал в своём творчестве. В 1889 году он, читающий в подлинниках Шекспира и Гейне, владеющий восточными и европейскими языками, хорошо знавший грабар, переводит для Петроса Адамяна трагедию Шекспира «Ричард Третий» и рисует несколько его карандашных портретов.
Вардгес Суренянц известен также как театральный художник, он занимался оформлением сцены в Мариинском театре (2-й акт балета А. Адана «Корсар» и опера А. Рубинштейна «Демон»), в Московском Художественном театре (пьесы М. Метерлинка «Слепые», «Там внутри», «Непрошенная»), в театре Веры Комиссаржевской («Драма любви»).

## Галерея

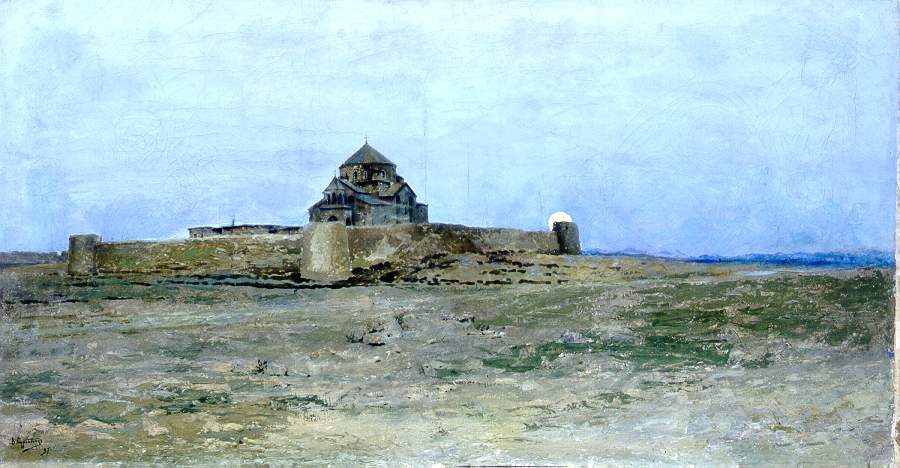
«Церковь св. Рипсиме близ Эчмиадзина», 1897 год
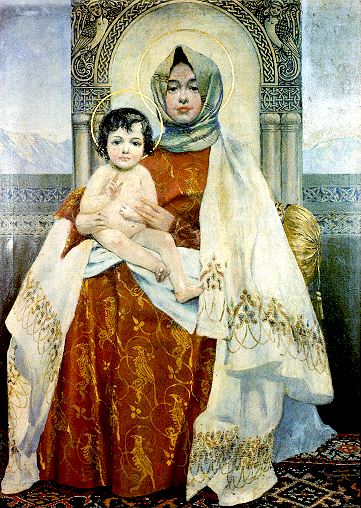
«Богоматерь и младенец (Армянская Богородица)», 1895 год
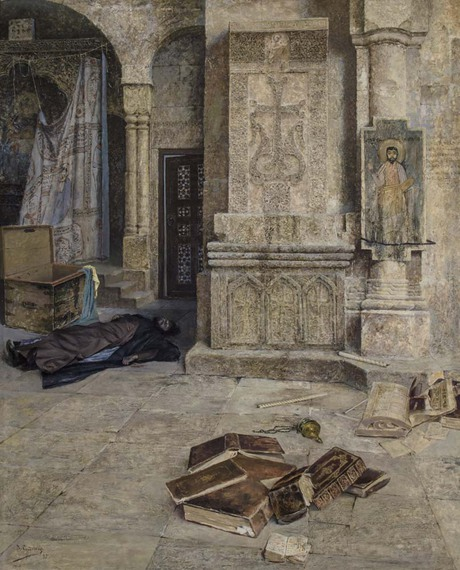
«Попранная святыня», 1895 год
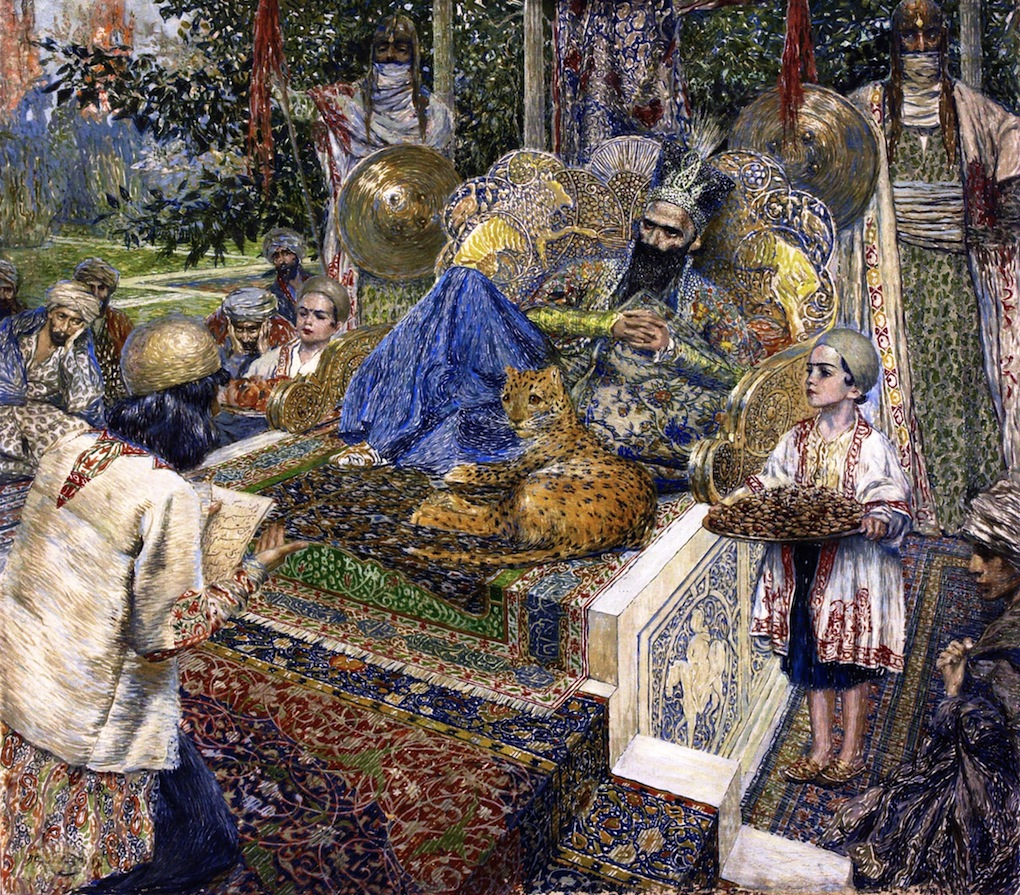
«Фирдуси читает поэму „Шах-Наме“ шаху Махмуду Газневи», 1913 год

| «Выход Крестного хода из Эчмиадзинского собора» 1895 год  |                                     |                                                |                              |
| «Выход Крестного хода из Эчмиадзинского собора», 1895 год | «Портрет Мкртича Хримяна», 1909 год | «Семирамида у трупа Ара Прекрасного», 1899 год | «Портрет Идельсон», 1913 год |